# Dummerjöns
Dummerjöns (danska: Klods-Hans) är en saga av den danske författaren H.C. Andersen, utgiven 1855.

## Handling
Tre bröder vill alla gifta sig med en prinsessa. De båda äldre är eleganta och bildade och kommer ridande på vackra hästar, men den yngsta, Dummerjöns, han rider på en getabock. Under färden plockar han upp en död kråka, en gammal träsko och lite gyttja som han planerar att ge prinsessan. 
När bröderna möter prinsessan blir de båda äldre svarslösa, medan Dummerjöns ber om att få kråkan tillagad i skon, serverad med gyttja. Prinsessan väljer honom till sin make eftersom han kunde tala för sig, till skillnad från de andra friarna.

## Variant hos Grimm
En variant av samma saga finns nedtecknad av bröderna Grimm, i deras Guldgåsen (tyska: Die goldene Gans). Även här figurerar Dummerjöns som den minste av tre bröder, liksom bland annat tre systrar och en gås med fjädrar av guld.